# 馬場龍成
馬場 龍成（ばば りゅうせい、1996年1月8日 - ）は、日本のプロボクサー。奈良県香芝市出身。EBISU K's BOX所属。

## 経歴
王寺工業高校でボクシングを始め、インターハイ、国体に出場もすべて1回戦敗退。
東洋大学4年時に全日本選手権フライ級優勝、世界選手権にも出場した。
大学卒業後は自衛隊体育学校に進み、いきいき茨城ゆめ国体フライ級優勝。しかし、目標としていた東京オリンピックは代表選考会で敗れ叶わず。
2021年5月、プロを目指すため晝田瑞希とともに除隊して三迫ジムに入門し、プロテスト合格。
2021年8月12日、後楽園ホールにて岡田兼弥（江見）との6回戦でプロデビューし、3人ともフルマークの判定で勝利。
2022年6月14日、苗村修悟（SRS）と対戦も3回TKOで敗れ、プロ2戦目で初黒星を喫した。
2023年6月17日、初の海外遠征としてフィリピン・マニラにてクリスチャン・ガガーリンと対戦も1-2判定で敗れ連敗。
2023年9月12日、後楽園ホールにてアマ8冠の中垣龍汰朗（大橋）と9回戦を行い、9回3-0の判定で勝利し連敗ストップ。
2023年12月13日、後楽園ホールにてWBOアジアパシフィックフライ級11位の薮崎賢人（セレス）と対戦し、4回2分44秒で初のKO勝ち。
2025年5月20日、後楽園ホールで行われた「TREASURE BOXING8」にて、日本スーパーフライ級13位の熊谷祐哉と対戦し、3-0判定で勝利した。
2025年8月19日、後楽園ホールでOPBF東洋太平洋スーパーフライ級王者の横山葵海とOPBF東洋太平洋同級タイトルマッチを行うも、10回0-3（94-96×3）の判定負けを喫しプロ初の王座獲得に失敗した。

## 戦績
- アマチュア：71戦 45勝 2RSC 26敗
- プロ：8戦 4勝（1KO） 3敗 1分

## タイトル歴
アマチュアボクシング
- 2017年全日本選手権フライ級優勝
- 2019年国民体育大会フライ級優勝